# Брок (гмина)
Брок (пол. Brok) — гмина (волость) в Польше, входит как административная единица в Острувский повет Мазовецкого воеводства. Население гмины, занимающей 109,9 км², в 2024 году составляло 2556 человек.

## Демография
| Перепись                       | Всего   | Всего | Женщины | Женщины | Мужчины | Мужчины |
| ------------------------------ | ------- | ----- | ------- | ------- | ------- | ------- |
| Единицы                        | человек | %     | человек | %       | человек | %       |
| Население                      | 2869    | 100   | 1431    | 49,9    | 1438    | 50,1    |
| Плотность населения (чел./км²) | 26      | 26    | 13      | 13      | 13      | 13      |

## Состав гмины
В состав гмины Брок, помимо одноимённого города, входит ещё 17 населённых пунктов, среди которых: Антоново, село Бояны, деревня Бояны, лесное поселение Бояны, Дыбки, Елени-Дул, Журавенец, Качково-Нове, Качково-Старе, Лясковизна, Нагошево, Новины, село Пуздровизна, два лесных поселения с аналогичным названием и два лесных поселения, носящих название Турка.

## Соседние гмины
1. Гмина Браньщик
2. Гмина Малкиня-Гурна
3. Гмина Острув-Мазовецка
4. Гмина Садовне